# Michael Billen

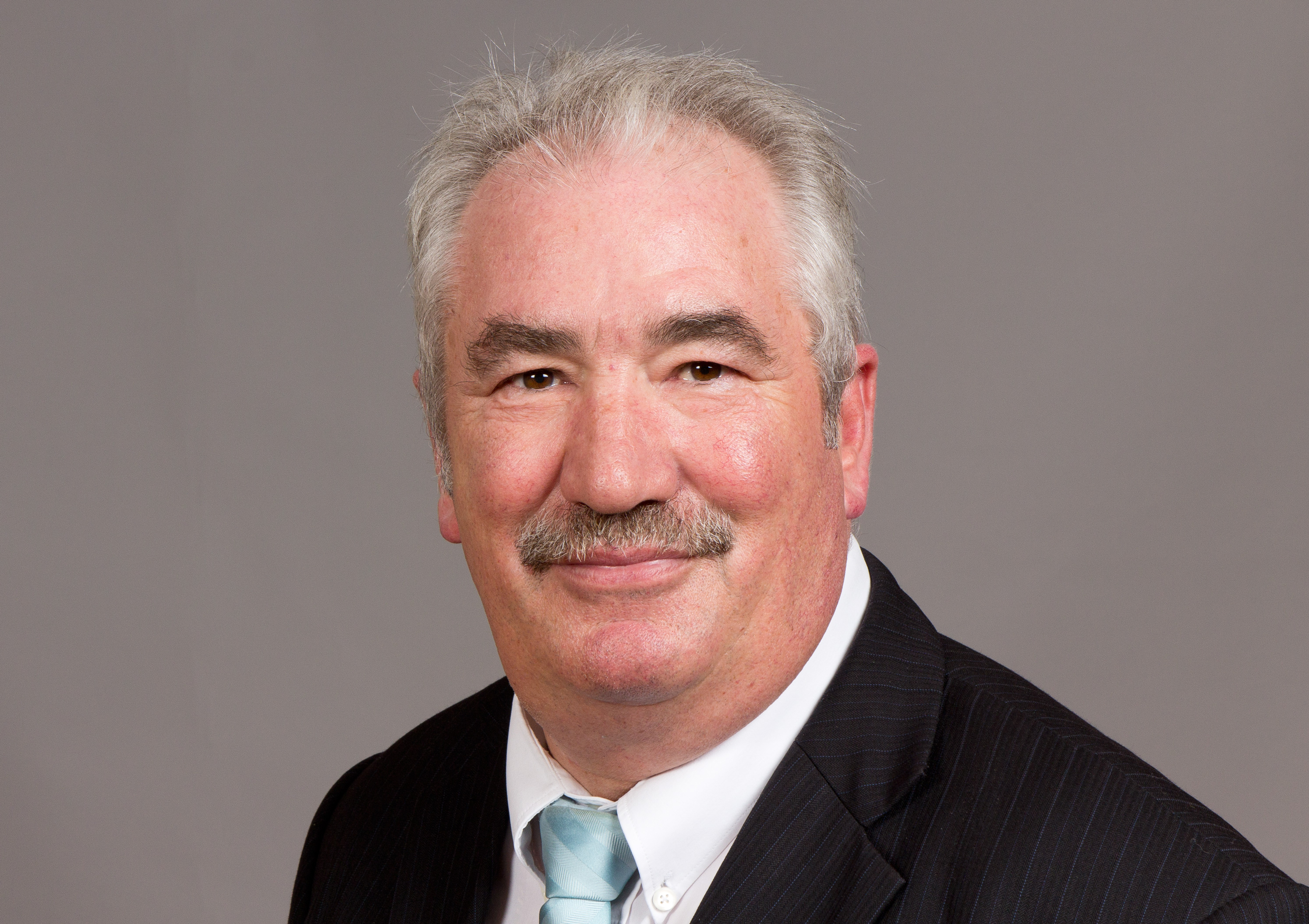
Michael Billen (2014)

Michael Billen (* 4. Oktober 1955 in Trier; † 4. Januar 2022 in Kaschenbach) war ein deutscher Politiker (CDU) und Mitglied des rheinland-pfälzischen Landtags.

## Leben und Beruf
Sein Vater war der CDU-Politiker Adolf Billen. Nach der Mittleren Reife machte Billen eine Ausbildung und 1976 seinen Meisterbrief, er war von Beruf Landwirtschaftsmeister in Kaschenbach, mit 62 Einwohnern der kleinste Ort der Verbandsgemeinde Südeifel.
Billen war verheiratet, hatte vier Kinder und war Vorsitzender des Aufsichtsrats der Flugplatz Bitburg GmbH. Er starb am 4. Januar 2022 an den Folgen einer Leukämie.

## Partei
Mit 17 trat er in die Junge Union und 1973 in die CDU ein. 1993 wurde er Vorsitzender des CDU-Kreisverbandes Bitburg-Prüm, 1999 auch Vorsitzender der Kreistagsfraktion der CDU im Eifelkreis Bitburg-Prüm. 2005 wählte man ihn schließlich zum Vorsitzenden des CDU-Bezirksverbands Trier.
2008 ist Billen wegen seiner Rolle unter anderem im Zusammenhang mit der von der CDU verfolgten Fusion der Sparkassen des Eifel- (Bitburg-Prüm) und Vulkaneifelkreises (Daun) in die öffentliche Kritik geraten. Dabei wurden auch Forderungen nach seinem Rücktritt laut.
Auch im Zusammenhang mit dem von ihm forcierten Ausbau des Flughafens Bitburg, der – ebenso wie bei den von ihm verfolgten Bankenfusionen – politisch umstritten war, kam es zu heftiger Kritik an Billen. 2009 war er Mitglied der 13. Bundesversammlung.
Im November 2009 geriet er aufgrund eines Polizeidatenskandals in die Kritik. Er legte daraufhin seine Mitgliedschaft im Untersuchungsausschuss des Landtags zur Nürburgring-Affäre nieder. Seine Tochter, Kriminalkommissarin, habe aus dem Polizeifahndungssystem Daten über Personen abgefragt, die als Investoren für den Nürburgring galten, diese illegalerweise ausgedruckt und mit nach Hause genommen. Nach Aussage Billens habe er diese ohne Wissen seiner Tochter an sich genommen. Darauf legte Billen seinem Sitz im Untersuchungsausschuss des Landtags nieder.

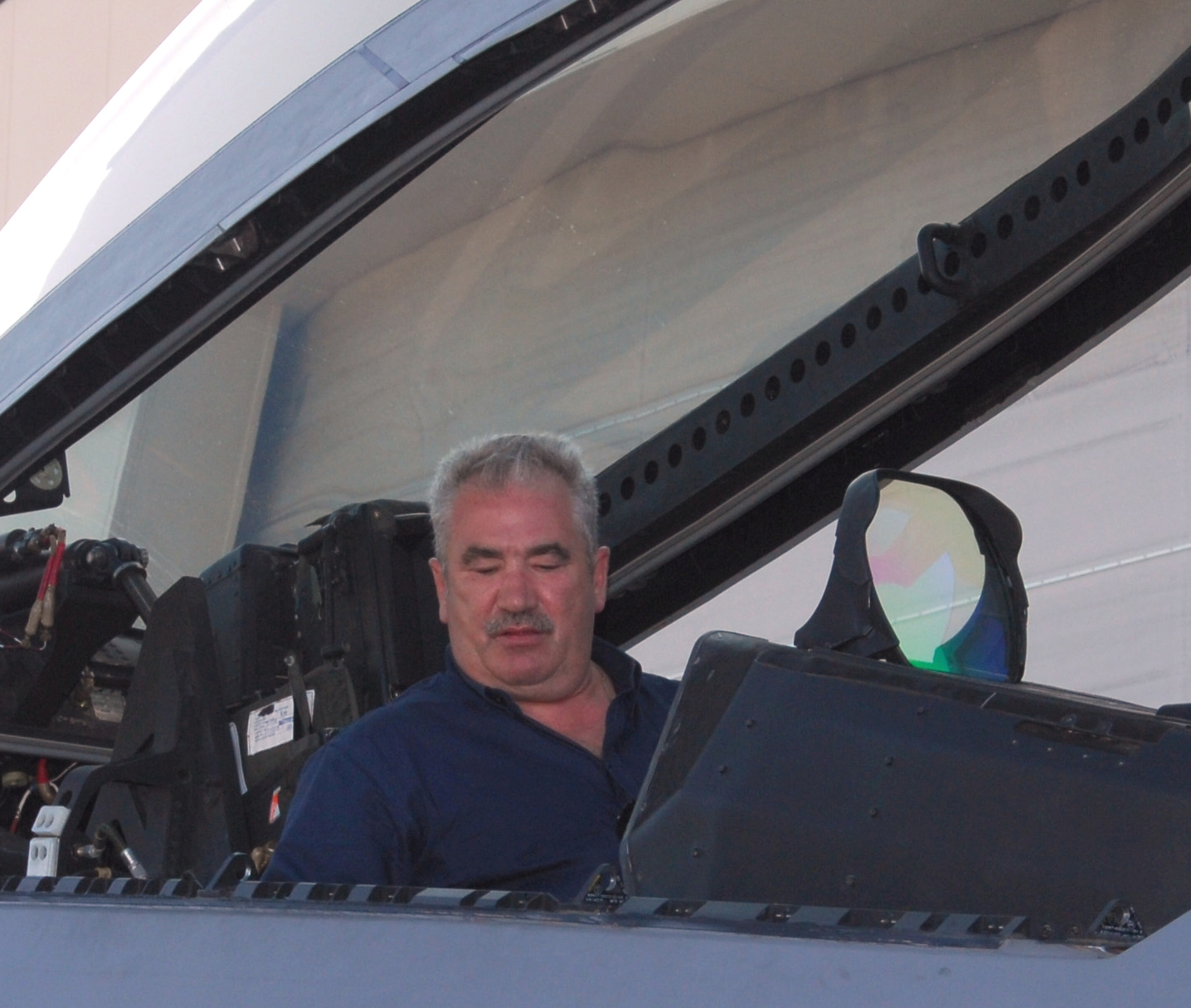
Michael Billen in einem Kampfjet bei einem Besuch der US-Luftwaffenbasis Tyndall Air Force Base (2009)

Anfang Januar 2010 nahm die Staatsanwaltschaft Landau ein Ermittlungsverfahren wegen des Verdachts zur Anstiftung zum Geheimnisverrat gegen ihn auf. Das Landgericht Landau in der Pfalz sprach ihn am 21. September 2011 vom Vorwurf des Geheimnisverrats frei. Der Bundesgerichtshof hob das Urteil jedoch am 13. Dezember 2012 auf und verwies das Verfahren zurück an das Landgericht. Am 18. Dezember 2013 wurde er vom Frankenthaler Landgericht zu 3600 Euro Geldstrafe verurteilt.
Am 6. Februar 2010 wurde der Bundestagsabgeordnete Patrick Schnieder als Nachfolger von Billen zum CDU-Bezirksvorsitzenden gewählt. Billen betonte, dass er freiwillig nicht mehr angetreten sei.

## Abgeordneter
Mitglied des Kreistags wurde er 1984, von 2004 bis 2009 war er zugleich Erster Kreisbeigeordneter des Kreises Bitburg-Prüm. Vom 20. Mai 1996 bis 18. Mai 2020 war Billen Mitglied des Rheinland-Pfälzischen Landtags. Er war Vorsitzender im Ausschuss für Wirtschaft und Verkehr des Rheinland-Pfälzischen Landtags und gehört auch dem Ausschuss für Landwirtschaft und Weinbau als ordentliches Mitglied an.
Die Aufforderung des CDU-Fraktionsvorsitzenden Christian Baldauf, auf sein Landtagsmandat zu verzichten, wies Billen zurück. Am 7. Januar 2010 teilte Baldauf mit, dass die Fraktion mit Billen vereinbart habe, dass dessen Mitgliedschaft in der Fraktion unbefristet ruhe. In einem Zeitungsinterview erklärte Billen am 8. Januar 2010, er habe seiner Partei angeboten, die Fraktionsmitgliedschaft ruhen zu lassen und aus den Ausschüssen auszusteigen. Laut Gutachten wären Billen die Rechte eines Abgeordneten verblieben, selbst wenn ihn die Partei aus der Fraktion ausgeschlossen hätte.
Billen trat bei der Landtagswahl 2011 erneut als Direktkandidat der CDU Bitburg-Prüm an und gewann den Wahlkreis Bitburg-Prüm mit 33,2 Prozent der Stimmen. Die Spitzenkandidatin Julia Klöckner hatte dazu aufgerufen, Billen nicht aufzustellen, akzeptierte dann aber das Votum des Kreisparteitags in Bitburg, bei dem Billen sich gegen die Prümer Bürgermeisterin Mathilde Weinandy durchsetzte. Am 12. März 2015 wurde er mit gut 98 Prozent der Stimmen als Spitzenkandidat der CDU Bitburg-Prüm für die Landtagswahl in Rheinland-Pfalz 2016 nominiert. Bei der Landtagswahl am 13. März 2016 gewann erstmals seit dem Bestehen des Wahlkreises der SPD-Kandidat das Direktmandat (siehe hier). Billen verlor mit 34,6 Prozent gegen Nico Steinbach, zog aber über die Landesliste in den Landtag ein.
Billen gab auf dem traditionellen Neujahrsempfang des CDU-Kreisverbandes Bitburg-Prüm am 12. Januar 2020 bekannt, zum 19. Mai sein Landtagsmandat abzugeben und im Sommer auch den Vorsitz abzugeben. Der Bitburger Stadtrat Michael Ludwig rückte für Billen in den Landtag nach.